# Xerophyta simulans
Xerophyta simulans är en enhjärtbladig växtart som beskrevs av Lyman Bradford Smith och Edward Solomon Ayensu. Xerophyta simulans ingår i släktet Xerophyta och familjen Velloziaceae. Inga underarter finns listade.